# Neues vom Hexer (Film)
Neues vom Hexer ist ein deutscher Kriminalfilm von Alfred Vohrer aus dem Jahr 1965 mit Heinz Drache und Barbara Rütting in den Hauptrollen. Es handelt sich um die neunzehnte Edgar-Wallace-Produktion der Rialto Film. Er ist die Fortsetzung des Films Der Hexer.

## Handlung
Der vermögende Lord Curtain wird von seinem Neffen Archie Moore unter Beihilfe des Butlers Edwards umgebracht. Am Tatort findet Inspektor Wesby (von Sir John als Vertretung für Inspektor Higgins rekrutiert) eine vermeintliche Visitenkarte des „Hexers“. Dieser befindet sich jedoch wieder in Australien. Er reist mit seiner Frau Cora-Ann und Butler Finch nach London, um den Fall aufzuklären und sich vom Mordverdacht zu befreien, denn es wurde eine Gerichtsverhandlung mit ihm als Angeklagten in Abwesenheit angesetzt. Einen ersten Eindruck seiner Fähigkeiten hinterlässt der „Hexer“, als er die Stelle eines beisitzenden Richters einnimmt und ein Tonbandgerät aus einem Versteck am Tatort abspielen lässt, mit dem die Täter eine falsche Spur legen wollten.
Im Hause Curtain geschieht ein weiterer Mord, dem Lady Curtain zum Opfer fällt. Kurz darauf wird Archie Moore tot aufgefunden. Inspektor Wesby, vormals auf der Jagd nach Arthur Milton, ist von dessen Unschuld überzeugt und legt Sir John eine Zusammenarbeit mit dem „Hexer“ nahe. Sir John schlägt Cora-Ann Milton die Einstellung der Verfolgung ihres Gatten für die Dauer der Mithilfe in diesem Fall vor.
Auf die nun nächsten Verwandten des Toten, Margie Fielding und das Kind Charles, werden Mordanschläge verübt. Im letzten Moment werden deren Leben von Inspektor Wesby, der Edwards erschießt, und vom „Hexer“ gerettet. Dieser kann auch den Tod seines Sekretärs Finch bei der Verfolgung des Rechtsanwalts Bailey verhindern. Kurz darauf ist auch Bailey tot.
Charles wird trotz Polizeibewachung entführt. Lady Aston, die Schwester von Lady Curtain, gesteht, die Stimme, mit der Edwards beim Mordanschlag per Funk in Kontakt war, als die von Philip Curtain, dem totgeglaubten Bruder von Lord Curtain, erkannt zu haben. Als Philip Curtain, nach einer Täuschung mittels einer Maske des „Hexers“, Margie Fielding erneut umzubringen versucht, ist Archibald Finch zur Stelle und erschießt den Drahtzieher der Verbrechen. Kurz darauf stellt sich heraus, dass Archibald Finch diesmal der maskierte Arthur Milton war. Beiden gelingt scheinbar die Flucht durch den Essensaufzug. Auf dem Weg zum Flughafen werden sie und Cora-Ann Milton aber von Wesby ausgetrickst und festgehalten.

## Hintergrund
Nach der britische Koproduktion Das Verrätertor (1964) einigten sich Produktion und Verleih darauf, eine Fortsetzung von Der Hexer (1964) zu produzieren. Herbert Reinecker entwickelte dafür eine gänzlich neue Geschichte, die auf keiner Kurzgeschichte der Romanvorlage beruht. Nur der Titel wurde für den Film übernommen.
Gedreht wurde vom 15. März bis 27. April 1965 in West-Berlin. Die Außenaufnahmen fanden unter anderem auf der Pfaueninsel und am Westhafen statt. Die London-Aufnahmen kamen aus dem Archiv. Für die Außenansicht der Windmühle wurden Einstellungen aus dem Film Die Gruft mit dem Rätselschloss (1964) wiederverwendet. Die Atelieraufnahmen drehte man in den Studios der CCC-Film im Berliner Bezirk Spandau. Wegen einer Erkrankung von Regisseur Alfred Vohrer übernahm zeitweise Will Tremper die Regie. Der unerschrocken mit Tigern spielende Teddy Naumann ist der Sohn des Dompteurs Heinz Naumann, Edith Hamann eine zeitgenössische bekannte Berliner Gerichtsreporterin. Als Regisseur Alfred Vohrer während der Dreharbeiten erkrankte, beauftragte Produzent Horst Wendlandt den Regisseur/Autor Will Tremper mit der Fertigstellung der restlichen Szenen. Laut Regieassistentin Eva Ebner wusste Tremper nicht genau, was er tun sollte (und war auch nicht interessiert) und die meisten Szenen wurden von Ebner und Kameramann Karl Löb (beide langjährige Weggefährten und Freunde von Vohrer) inszeniert.
Die Uraufführung erfolgte am 4. Juni 1965 im Passage-Kino in Saarbrücken. Insgesamt konnten 1,8 Millionen Eintritte gezählt werden.
Am Ende des Films kündigt Inspektor Wesby dem Zuschauer direkt eine Fortsetzung an, die jedoch aus Termingründen nie zustande kam. Der Filmtitel selbst wurde Jahre später durch die Filmkomödie Neues vom WiXXer (2007) parodiert.
Der Film wurde von der FSK ohne Kürzungsauflagen ab 16 Jahren freigegeben. In der Fernsehausstrahlung vom 13. November 1973 fehlte die Eingangsszene und der Schlussdialog. Eine Neubeurteilung der gekürzten Version führte 1991 zur Freigabe ab 12 Jahren. Inzwischen wurde der Film in der originalen Kinofassung veröffentlicht und wiederum ab 16 Jahren freigegeben.

## Kritiken
„Knappe Szenen mit pistolenschußartigen Pointen, witzige Details ohne Rücksicht auf Substanzverlust, der völlige Mangel an mörderischem Bierernst und simpelster Logik – ein makabres Feuerwerk in Friedhofsnähe.“

„Zweifellos wäre aus diesem Stoff mehr herauszuholen gewesen: Allzuoft verläßt sich Vohrer, mangels optischer Einfälle, auf ziemlich plumpen Transfokator-Fahrten und läßt, statt der brutalen, realistischen Bilder, die hier am Platz gewesen wären, gefällige Tableaux photographieren; allzuoft weicht er auf Unwahrscheinlichkeiten und Banalitäten aus. Insgesamt jedoch scheinen die Beteiligten mit weit mehr Interesse und Ambitionen als sonst bei der Sache gewesen zu sein.“

„Die gewohnten Gesichter […] in der gewohnten Rollenverteilung treiben ein munter-unheimliches Spiel mit Masken: Man verbirgt sich hinter Masken, Masken werden entlarvt und Masken führen schließlich zum überraschenden, aber guten Ende. Die Unglaubwürdigkeiten in diesem rasant ablaufenden Durcheinander verzeiht man nur allzu gern, weil es unmöglich ist, von diesen zwei Stunden nicht gefesselt zu sein.“

„Deutsche Wallace-Verfilmung über dem Durchschnitt. Ab 16 geeignet.“

„Spannender, turbulenter Wallace-Krimi, der ohne Brutalitäten auskommt.“

„Amüsante Fortsetzung des Kultkrimis.“

„Alle Zutaten eines Top-Wallace-Krimis.“